# Bagagekluis

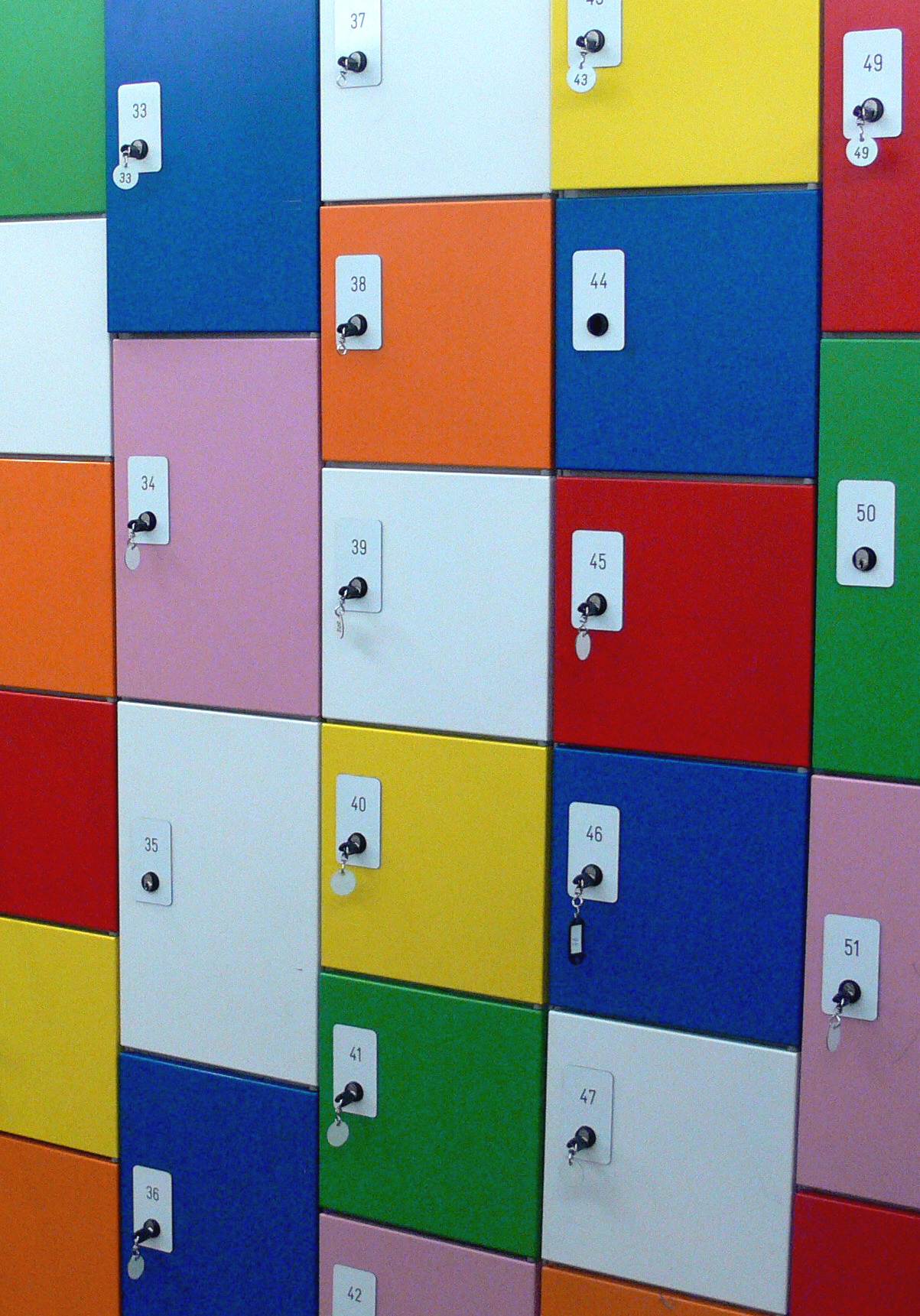
Bagagekluizen in het Tropenmuseum te Amsterdam (Nederland) met een sleutel

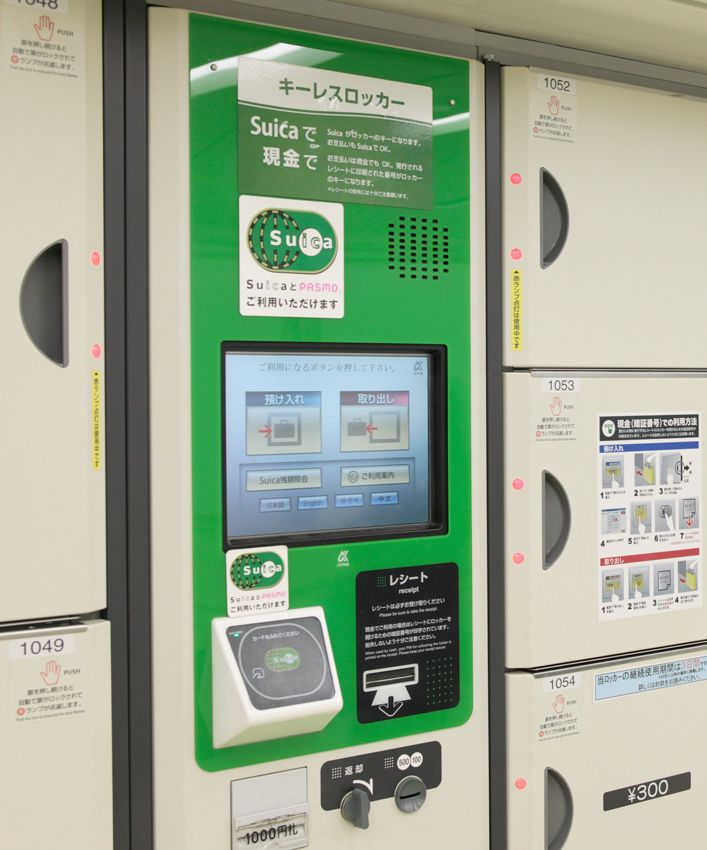
Sleutelloze bagagekluizen in een Japans stationsgebouw

Een bagagekluis, locker of ook wel kluisje is een kleine, vaak smalle, opslagruimte die bedoeld is om persoonlijke bezittingen op een andere plaats dan thuis voor een tijd op te slaan, niet zozeer omdat thuis bewaren niet veilig zou zijn (zie daarvoor bankkluisje), maar om spullen elders netjes op te bergen en te voorkomen dat ze gestolen worden.
Het kan een kluisje zijn dat iemand permanent ter beschikking staat, als hij vaak in een gebouw komt, zoals een school of een arbeidsplaats, voor het opbergen van spullen tijdens het verblijf in het gebouw, maar ook als men naar huis gaat. Dit biedt het gemak dat men niet alles steeds naar huis moet meenemen.
Het kan ook een kluisje zijn dat na leeghalen door de ene persoon door een ander wordt gebruikt. De reden om spullen tijdelijk achter te laten kan zijn:
- Minder gesjouw:
  - Bij verblijf ter plaatse. Er zijn bijvoorbeeld niet-verplichte kluisjes bij IKEA of muziekfestivals.
  - Ook als men elders heen gaat en dan terugkomt (bijvoorbeeld bij een kluisje op een station).
- Als het erg lastig of onmogelijk is ze mee te nemen, zoals bij sporten, zwemmen, saunabezoek en medische behandeling. Vaak gaat het onder meer om kleding (als men tijdelijk andere kleding draagt), en zijn de kluisjes bij een kleedruimte.
- Een verbod om ze ergens mee te nemen (en eventueel tevens gemak):
  - Kluisjes voor de beveiliging tegen diefstal door de gebruiker (bijvoorbeeld in een winkel, bibliotheek of museum). In het kluisje moet men dan tassen (althans grote tassen) en de jas achterlaten.
  - Bij achtbanen. Losse voorwerpen dienen worden opgeborgen in kluisjes vanwege het risico dat deze uit de achtbaan kunnen vallen tijdens de rit.

Soms zijn er kluisjes in een hotel voor waardevolle spullen, om die veiliger te bewaren dan op de kamer.
Meerdere kluizen zijn vaak gebundeld in een kast.
Er kan een codeslot zijn, of men krijgt een sleutel mee. Soms is er een elektronische sleutel verwerkt in een polsbandje. Soms is een kluisje alleen afsluitbaar met een los hangslot (zelf meegenomen of ter plaatse gehuurd).
Het gebruik kan gratis zijn (waarbij men soms een borg betaalt voor de sleutel), maar het kan ook geld kosten; in dat geval moet men vaak opnieuw betalen als men tussendoor even het kluisje open maakt.
Een alternatief voor kluisjes is een bewaakte gemeenschappelijke opslagplaats, een garderobe. Deze zijn vooral bedoeld voor een jas, maar men kan er ook een tas afgeven. Een garderobe is minder geschikt om allerlei losse voorwerpen op te slaan, ook omdat men vaak per stuk moet betalen.

## Constructie
Kluisjes variëren in afmeting, bouwwijze en veiligheid. Ze zijn uitgerust met een slot, waarbij het sluitmechanisme op verschillende wijzen bediend kan worden. Bijvoorbeeld met een sleutel, een geheime cijfercombinatie of een chip- of magneetkaart. De eigenaar van de faciliteit kan de deuren vrijwel altijd openen.
De kluizen worden meestal gemaakt van beschilderd plaatmetaal, HPL (High Pressure Laminate) of veiligheidsglas (Cabrillant). De kleur is vaak grijs of beige. De wanden kunnen aan elkaar geklonken zijn (traditioneel) of gelast. De deuren zijn vaak verstevigd met een aan de binnenkant vastgelaste metalen plaat. De breedte van een kluis is vaak 30,5 cm, maar 38 cm is in opkomst. Ze zijn meestal 46 cm diep, hoewel in de Verenigde Staten ook 30,5 cm en 38 cm worden aangetroffen. De hoogte van een kast is vaak 182,9 cm, wat meestal door meerdere kluisjes wordt opgevuld.
De dikte van het staal is normaal gesproken 0,8 mm, maar veiliger kluisjes kunnen uit 1,2 mm dik staal bestaan. De bovenkant van de kast is meestal plat, maar sommige fabrikanten bieden een helling van 30° of 45° aan. Dat maakt het moeilijker spullen boven op de kast te leggen of voor vuil en afval om te accumuleren. Dat is een belangrijke factor in plaatsen die schoon moeten zijn, zoals restaurants en ziekenhuizen.
De deuren zijn vaak uitgerust met een vorm van ventilatie om door middel van de luchtstroming de reinheid te bewaren. Deze openingen hebben vaak de vorm van horizontale sleuven aan de boven- en onderkant van de deur, maar ook anders gevormde gaten komen voor. De zij- en achterwanden kunnen ook ventilatieopeningen bevatten, maar dat komt minder vaak voor.